# نیو آتوس
نیو آتوس (به لاتین: New Athos) یک منطقهٔ مسکونی در گرجستان است که در ناحیه گوداوتا واقع شده‌است. نیو آتوس ۱٬۵۱۸ نفر جمعیت دارد.

## خواهرخوانده
شهرهای سرگییف پوساد، ریازان، ساروف و کالازتا خواهرخوانده‌های نیو آتوس هستند.